# Gammaropsis palmata
Gammaropsis palmata is een vlokreeftensoort uit de familie van de Photidae. De wetenschappelijke naam van de soort is voor het eerst geldig gepubliceerd in 1891 door Stebbing & Robertson.